# Alexandre-Xavier Harduin
Pour les articles homonymes, voir Harduin.
Alexandre-Xavier Harduin, né le 6 octobre 1718 à Arras, paroisse de Saint Nicolas en l’Âtre où il est mort le 4 septembre 1785, est un historien et homme de lettres, membre de l’Académie des sciences, lettres et arts d'Arras.

## Biographie
Harduin fit des études au Collège des jésuites avant d’étudier le droit à Paris. Une fois son diplôme obtenu, il rentra dans sa province où l’intendant Chauvelin le porta d’office, avant l’âge, et presque contre son gré, au nombre des échevins de la ville.
Ayant composé plusieurs mémoires, ainsi que des poésies, il fut admis, en 1738, à la Société littéraire d’Arras, créée l’année précédente. Dès le 7 janvier 1741, il fut nommé en l’absence de Pierre-Antoine de La Place, alors titulaire, secrétaire faisant fonctions de secrétaire-perpétuel. Ce fut le commencement d’une carrière d’activité, de travaux personnels consacrés à l’histoire de sa province et à la langue française, et d’impulsion donnée aux autres travaux.
Il fut élu six fois député aux États d’Artois.

## Publications
- Mémoires pour servir à l’Histoire de la province d’Artois, et principalement de la ville d’Arras, pendant une partie du quinzième siècle, Arras, Michel Nicolas, 1763.Au nombre de sept, ces mémoires sont précédés d’une notice chronologique des comtes et comtesses d’Artois, et d’une pièce sur la naissance du comte d’Artois. Ils traitent des abbés de Liesse d’Arras ; des entrées solennelles des souverains dans Arras ; des joutes, tournois, faits d’armes, etc., qui eurent lieu à Arras du temps de Philippe-le-Bon ; Arras et l’Artois de 1477 à 1484 ; suite jusqu’en 1491 ; surprise d’Arras en 1492 ; suite depuis 1493 jusqu’à 1499.
- Mémoire historique contenant diverses anecdotes tirées des registres de l’hôtel de ville d’Arras, imprimé dans les Affiches de Flandres, 1783.
- Lettre et Mémoire, rectificatif concernant des faits et anecdotes tirés des registres de l’hôtel de ville d’Arras.
- Mémoire sur l’inhumation, vraie ou supposée, du comte de Vermandois. fils de Louis XIV, à la cathédrale d’Arras. Imprimé dans le Journal de Verdun, octobre 1772.
- Discours historique, touchant le retour de l’Artois sous la domination françoise, à l’occasion de l’année séculaire de la prise d’Arras par Louis XIII en 1640, 1741.
- Remarques diverses sur la prononciation et sur l’orthographe, Prault, Paris, 1757, in-12.
- Observations sur l’article de la langue françoise, 1763.
- Observations détachées sur divers points de grammaire, 1767.
- Cinq Mémoires sur le patois artésien, 1772-1783.
- Dissertation sur les voyelles et sur les consonnes, Amiens, 1700.
- Lettre à l’auteur du Traité des sons de la langue françoise, imprimé en 1760.
- Lettre à M***, sur la prosodie françoise de M. l’abbé d’Olivet, 22 p., in-12, 1766.
- Lettre aux auteurs du Journal de Paris sur un point d’orthographe, sur les finales des secondes personnes du pluriel des verbes, terminées en z pour l’impression, et en s pour l’écriture à la main, 1782.
- Ode sur la Santé et autres pièces lues en 1742.
- Réponse à une question philosophique proposée par le Mercure de France, mai 1738.
- Réflexions détachées sur différents sujets de morale et de littérature, 1742 et 1743.
- Réflexions sur le roman d’Astrée par d’Urfé, 1743.
- Vers à M. le comte de Couturolle et lettre de remerciement, Mercure d’octobre 1760.
- Remerciement pour le nouveau présent de l’Électeur Palatin, Mercure de septembre 1761.
- Traduction en vers français des inscriptions du P. Vénière sur les empereurs romains, 1763.
- Épigrammes et contes en vers, 1781.
- Épigrammes et pièces badines, 1782.
- Imitation en vers français de trois odes d’Horace, 1783.
- Poésies. Ode à la Santé, retouchée, 1784.
- Ode sur la mort de J.-B. Rousseau, 1741.
- Ode sur la mort de J.-B. Rousseau, corrigée, 1785.
- Autres pièces de poésie, 1785.
- Vers allégoriques sur la naissance du comte d’Artois, imprimé dans le calendrier d’Artois de 1759.
- Lettre aux auteurs du Journal de Paris concernant le poète Rotrou, 1782.
- Le Moribond prévoyant, conte en vers, 1783.
- Le Songe, l’Ordre renversé et deux autres pièces, dans les Muses provinciales, 1788.
- Épigrammes diverses, dans l’ancien Journal de Monsieur, 1772 ; dans l’Almanach des Muses, 1780 à 1782, etc.; dans les Étrennes du Parnasse, 1782; dans l’Esprit des Journaux, 1784.

On dispose encore d’Harduin, en partie dans les archives de sa famille, en partie dans la bibliothèque de Laroche, de plusieurs manuscrits : odes, poésies, épigrammes, réflexions, lettres.

## Sources
- Eugène Van Drival, Histoire de l’Académie d’Arras depuis sa fondation, en 1737, jusqu’à nos jours, Arras, A. Courtin, 1872, 413 p. (lire en ligne), p. 273-281.